# تپه باغ آلتی ۲
تپه باغ آلتی ۲ مربوط به هزاره اول قم است و در شهرستان مراغه، بخش سراجو، دهستان سراجوی غربی، ۱۵۰ متری روستای قره کند صدقی واقع شده و این اثر در تاریخ ۱۸ اسفند ۱۳۸۷ با شمارهٔ ثبت ۲۵۲۰۴ به‌عنوان یکی از آثار ملی ایران به ثبت رسیده است.